# Zdzisław Grunwald

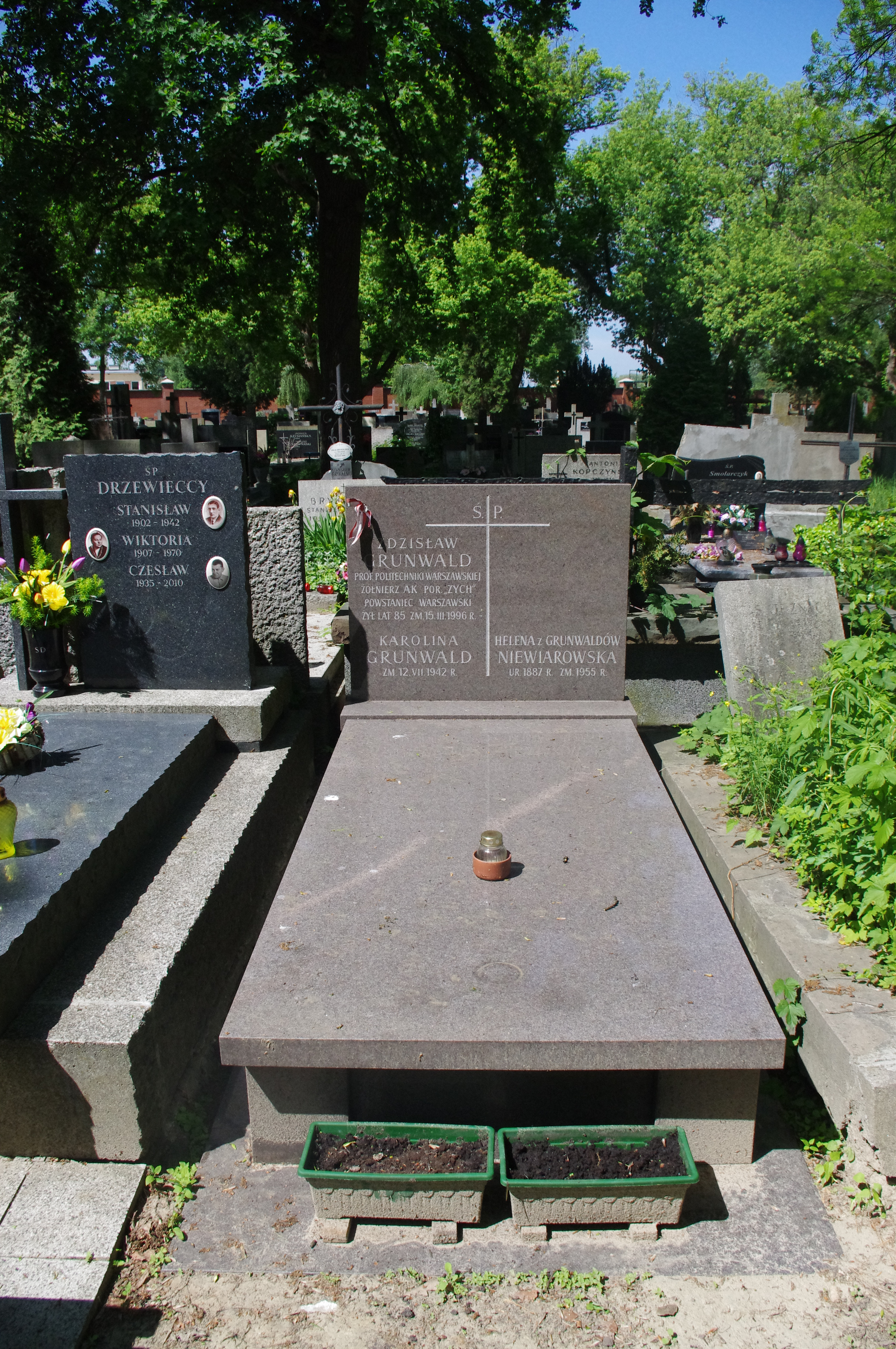
Grób prof. Zdzisława Grunwalda na cmentarzu Powązkowskim w Warszawie

Zdzisław Grunwald (ur. 1 maja 1911 w Łodzi, zm. 15 marca 1996 w Warszawie) – polski inżynier, profesor, wykładowca na Politechnice Warszawskiej i Politechnice Lubelskiej, żołnierz Armii Krajowej. 
Profesor Z. Grunwald był członkiem Komitetu Elektrotechniki Polskiej Akademii Nauk. Aktywnie uczestniczył w pracach Stowarzyszenia Elektryków Polskich, szczególnie Komitetu Energoelektroniki SEP. Był wybitnym specjalistą z zakresu napędu i automatyki napędu elektrycznego. Przez wiele lat należał do Rady Programowej Przeglądu Elektrotechnicznego.

## Życiorys
Studia wyższe na Wydziale Elektrycznym Politechniki Warszawskiej ukończył w 1937 roku. Swoje pierwsze doświadczenia zawodowe zdobywał w jednym z najbardziej znanych przed wojną zakładów: w Fabryce Aparatów Elektrycznych K. SZPOTAŃSKI i S-ka. Pracował tam aż do wybuchu powstania warszawskiego. Specjalizował się wówczas w opracowywaniu kompletnej aparatury do napędów dźwigowych. Uzyskał wtedy wysokie kwalifikacje i był cenionym projektantem układów tworzonych z urządzeń produkowanych przez fabrykę, w której pracował. 
W czasie niemieckiej okupacji służył w szeregach Armii Krajowej. W stopniu podporucznika, jako dowódca plutonu 239 w Zgrupowaniu „Żubr”, uczestniczył w powstaniu warszawskim. Jako jeden z nielicznych przeżył masakrę swojej kompanii pod Boernerowem (2 sierpnia 1944). Po upadku powstania trafił do niemieckiej niewoli.
Po zakończeniu wojny pracował w Zakładach Urządzeń Dźwigowych w Warszawie. Pod koniec lat czterdziestych awansował na stanowiska kierownicze, co zbliżyło go do problemów organizacji i zarządzania w przemyśle.
Od 1950 roku pracował na Politechnice Warszawskiej. Pełnił tam różne funkcje będąc od 1964 kierownikiem Katedry Napędów Elektrycznych, a następnie po reorganizacji struktury Wydziału, kierownikiem Zakładu Elementów Automatyki i Automatyki Napędów, wchodzącego w skład Instytutu Sterowania i Elektroniki Przemysłowej. Był prodziekanem oraz pełnił szereg odpowiedzialnych funkcji w komisjach senackich i wydziałowych. 
Angażował się bardzo w prace nad powołaniem Wydziału Elektrycznego w Wyższej Szkole Inżynierskiej w Lublinie. Od 1964 r. był pełnomocnikiem dziekana Wydziału Elektrycznego Politechniki Warszawskiej ds. łączności z Wyższą Szkołą Inżynierską w Lublinie. Przez kilkanaście lat zatrudniony był również w WSInż. w Lublinie a później w Politechnice Lubelskiej.

## Dorobek naukowy
Jest autorem kilku podręczników, w tym pierwszy to oryginalna książka Wyposażenie elektryczne dźwignic wydana w 1952 r. Utorowała ona rozwój tego typu napędów w Polsce. Dalsze liczne prace profesora Z. Grunwalda stanowiły ważny wkład w rozwój napędu elektrycznego.
Pod jego kierunkiem prowadzono liczne prace badawcze dla przemysłu z zakresu sterowania i regulacji układów napędowych. Będąc już na emeryturze, wraz z zespołem swoich wychowanków, pracowników Zakładu Elementów Automatyki i Automatyki Napędów Politechniki Warszawskiej wydał w 1987 r. książkę Napęd Elektryczny, która do chwili obecnej wchodzi w skład podstawowej bibliografii z tej dziedziny.
Był także autorem monografii „Żubry” na Żoliborzu. Wspomnienia żołnierzy powstania warszawskiego (wyd. 1993), w której zawarł m.in. fragmenty swoich wspomnień z czasów konspiracji i powstania.
Spoczywa na cmentarzu Powązkowskim w Warszawie (kw. 136, rząd 1, grób 20).